# The Last in Line (singel)
"The Last in Line"- utwór wydany przez grupę heavymetalową Dio, który pojawił się na albumie o tej samej nazwie. W odróżnieniu od pierwszych dwóch singli, nie został on wydany w Wielkiej Brytanii, ale został m.in. w Holandii i Hiszpanii. Istnieje także alternatywna wersja w Holandii, która była sprzedawana tylko na festiwalu Pinkpop w 1984 roku. Tło okładki było takie samo jak w singlu "Rainbow in the Dark" z dodanym logiem festiwalu w rogu.

## Covery
Grupa muzyczna Downstait wydała w roku 2013, razem z Sahajem Ticotinem cover tego utworu, na albumie "With You in Mind" jako hołd dla zmarłego Ronniego Jamesa Dio.